# Arno Keil
Arno Keil (* 17. August 1900 in Görlitz; † 24. April 1974 in Braunschweig) war ein deutscher Schauspieler und Regisseur. Er wirkte von 1935 bis 1965 am Staatstheater Braunschweig.

## Leben
Arno Keil wurde im Jahr 1900 in Görlitz geboren. Er begann seine Schauspielkarriere 1923 am dortigen Theater als junger Komiker, gefolgt von Engagements in Leipzig und Berlin. Dort war er am Wallner-Theater tätig und wirkte daneben in Stummfilmen als Partner von Marlene Dietrich, William Dieterle und Harry Piel mit. Er war von 1927 bis 1933 in Bremerhaven engagiert, wo er erstmals als Regisseur tätig war. Keil kam anschließend über Koblenz an das Staatstheater Braunschweig. Dort wirkte er von 1935 bis 1965 mit großem Erfolg in zahlreichen charakterkomischen Rollen, u. a. als Frosch in der Fledermaus, Jupiter in Orpheus in der Unterwelt, Striese in Der Raub der Sabinerinnen oder Dorfrichter Adam in Der zerbrochne Krug. Er inszenierte als Regisseur über 20 Weihnachtsmärchen. Nach Ende des Zweiten Weltkriegs war Keil Initiator und Leiter der Bausteinsammlung für das im Oktober 1944 fast vollständig ausgebrannte Staatstheater. Das Große Haus wurde am 25. Dezember 1948 festlich wiedereröffnet und war zu diesem Zeitpunkt die größte Bühne in den drei Westzonen. Keil wurde für seine Verdienste mit dem goldenen Ehrenzeichen der Genossenschaft Deutscher Bühnen-Angehöriger geehrt.
Außerhalb Braunschweigs trat Keil u. a. bei den Gandersheimer Domfestspielen 1964 als Dicker Vetter im Jedermann auf.
Arno Keil wohnte in Braunschweig in der Wachholtzstraße 5. Er starb am 24. April 1974 im Alter von 73 Jahren in Braunschweig.